# شبكة التحكم الجيوديسي

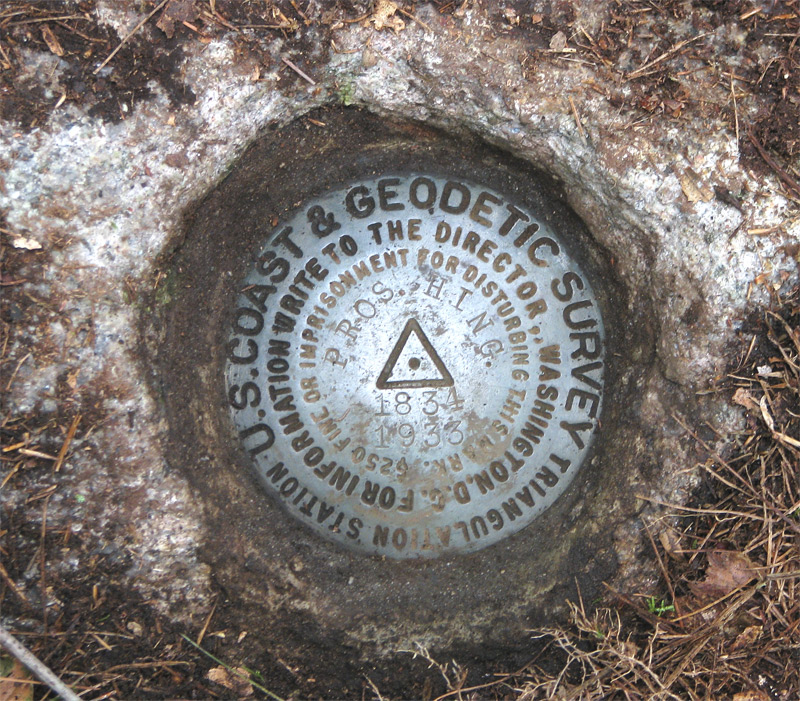
تم وضع علامة نقطة التحكم بواسطة المسح الجيوديسي

التحكم في الشبكة الجيوديسية (الشبكة الجيوديسية، شبكة إشارة، شبكة نقطة مراقبة، أوالتحكم في الشبكة) هي شبكة، في كثير من الأحيان من مثلثات والتي يتم قياسها بدقة بواسطة تقنيات الأرضية المسح أو عن طريق الجيوديسيا الأقمار الصناعية، تتكون شبكة التحكم الجيوديسي من نقاط ثابتة يمكن تحديدها مع قيم مسند منشورة مشتقة من الملاحظات التي تربط النقاط ببعضها، تقليديًا، يتم تقسيم عنصر التحكم إلى عناصر تحكم أفقية (XY) وعمودية (Z) (مكونات التحكم)، ولكن مع ظهور أنظمة الملاحة عبر الأقمار الصناعية، ولا سيما نظام تحديد المواقع العالمي (نظام التموضع العالمي)، أصبح هذا التقسيم قديمًا، تساهم العديد من المنظمات بالمعلومات في شبكة التحكم الجيوديسي، يتم تحديد نقاط التحكم ذات الترتيب الأعلى (الدقة العالية عادةً من ملليمتر إلى ديسيمتر على مقياس من القارات) غالبا في كل من المكان والزمان باستخدام التقنيات العالمية أو الفضائية، وتُستخدم للنقاط «ذات الترتيب الأدنى» المراد ربطها، وتستخدم نقاط مراقبة النظام السفلي عادة عن الهندسة والبناء والتنقل، يُطلق على الانضباط العلمي الذي يتعامل مع إنشاء إحداثيات النقاط في شبكة تحكم عالية الترتيب الجيوديسيا، ويسمى الانضباط التقني الذي يفعل الشيء نفسه للنقاط في شبكة التحكم ذات الترتيب المنخفض بالمسح.

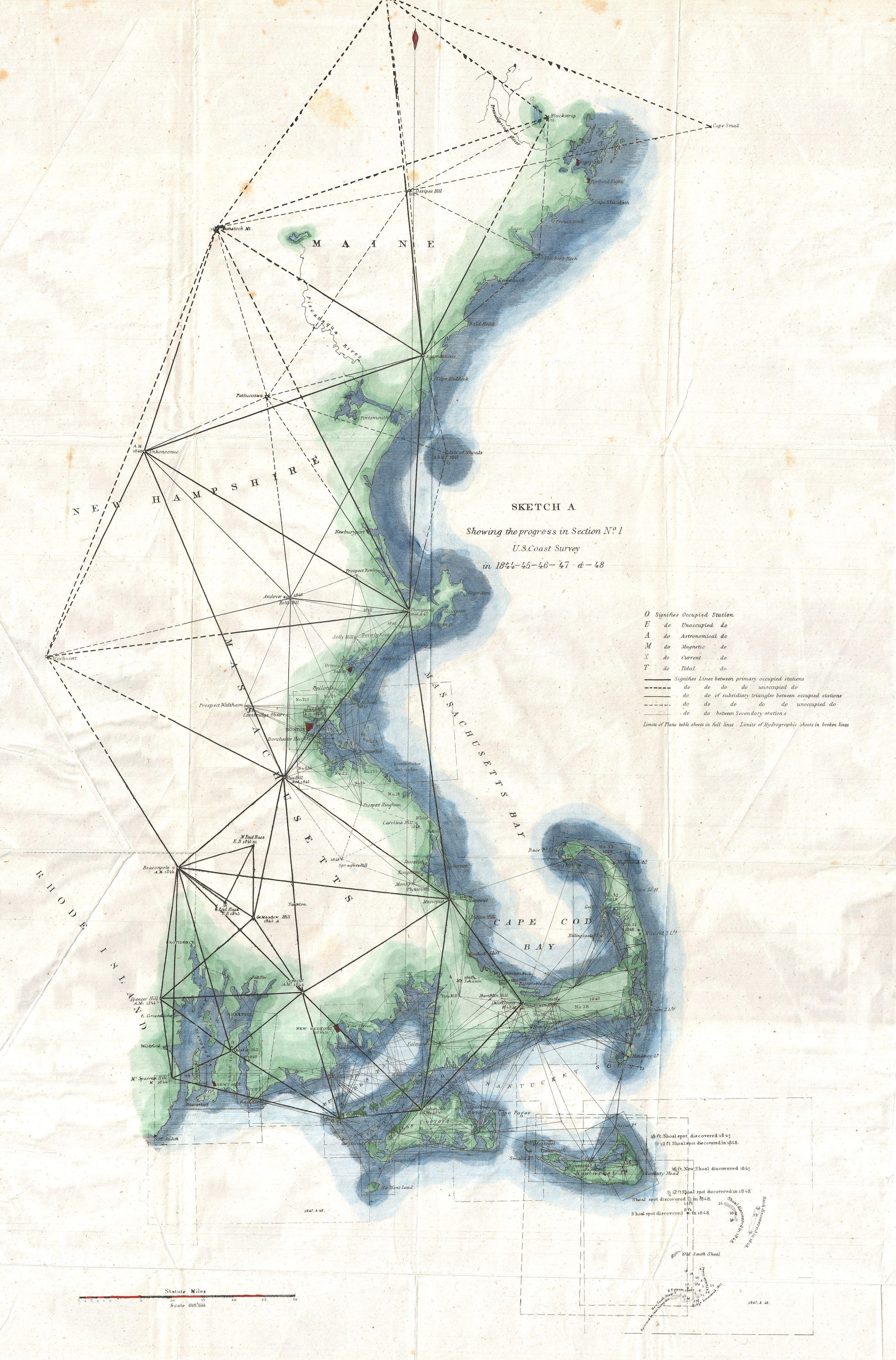
مثال على شبكة المثلث وتطبيقها في رسم الخرائط

## رسم الخرائط
بعد أن يسجل رسام الخرائط النقاط الرئيسية في الخريطة الرقمية لإحداثيات العالم الحقيقي لتلك النقاط على الأرض، يُقال بعد ذلك أن الخريطة «تحت السيطرة» يعني وجود خريطة أساسية وبيانات
أخرى في التحكم الجيوديسي أنها ستتراكب بشكل صحيح، ولكن عندما لا تكون طبقات الخريطة تحت السيطرة، فإنها تتطلب عملًا إضافيًا لضبطها لتتوافق، مما يؤدي إلى حدوث خطأ إضافي، تكون إحداثيات العالم الحقيقي بشكل عام في بعض إسقاطات الخريطة والوحدة والمرجع الجيوديسي.

## التثليث

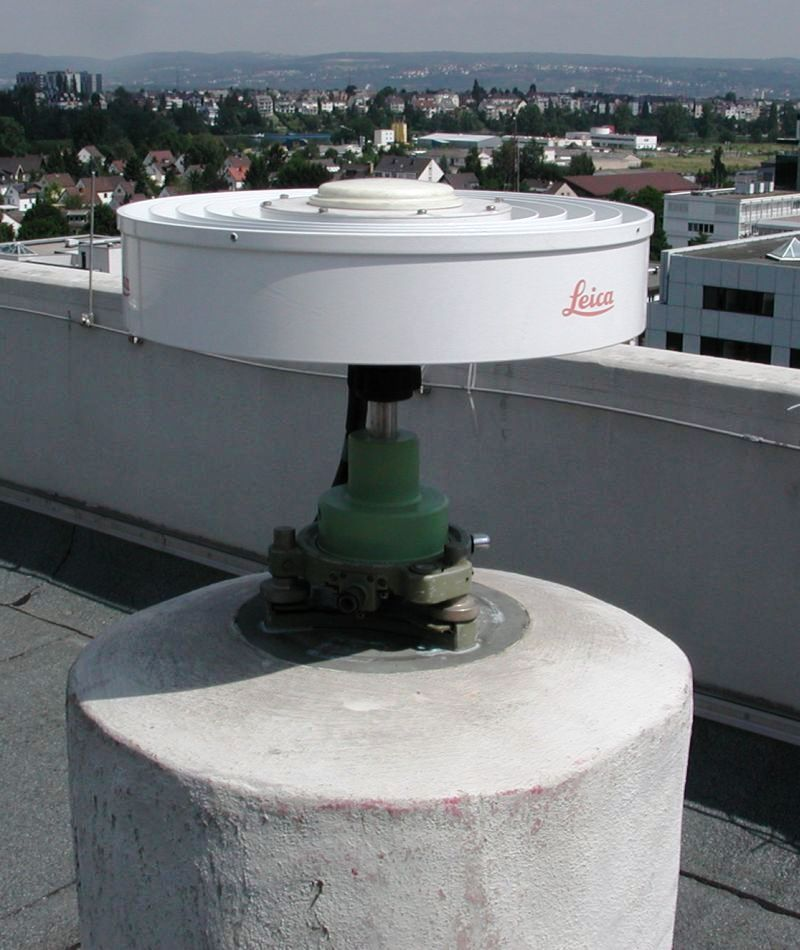
محطة مرجعية نموذجية لنظام GNSS

في «الجيوديسيا الكلاسيكية» (حتى الستينيات) تم إنشاء شبكات التحكم عن طريق التثليث باستخدام قياسات الزوايا وبعض المسافات الاحتياطية، يتم تحقيق التوجه الدقيق نحو الشمال الجغرافي من خلال أساليب علم الفلك الجيوديسي، الصكوك الرئيسية المستخدمة هي التيودوليت وأداة تحديد المسافات بسرعة، وهي مجهزة تجهيزا في الوقت الحاضر مع الأشعة تحت الحمراء لقياس المسافة، وقواعد البيانات، ونظم الاتصالات عن طريق وصلات الأقمار الصناعية.
تم تقديم قياس المسافة الإلكترونية (EDM) في حوالي عام 1960، عندما أصبحت أدوات النموذج الأولي صغيرة بما يكفي لاستخدامها في هذا المجال بدلا من الاستخدام المتفرق وأقل دقة بكثير قياسات المسافة تأسست بعض الشبكات السيطرة أوتحديثها باستخدام التثليث المساحي واصبحت قياسات المسافة أكثر دقة مما كان ممكنا في السابق.

زاد EDM من دقة الشبكة حتى 1: 1 مليون (1 سم لكل 10 كم؛ اليوم أفضل 10 مرات على الأقل)، وجعل المسح أقل تكلفة.

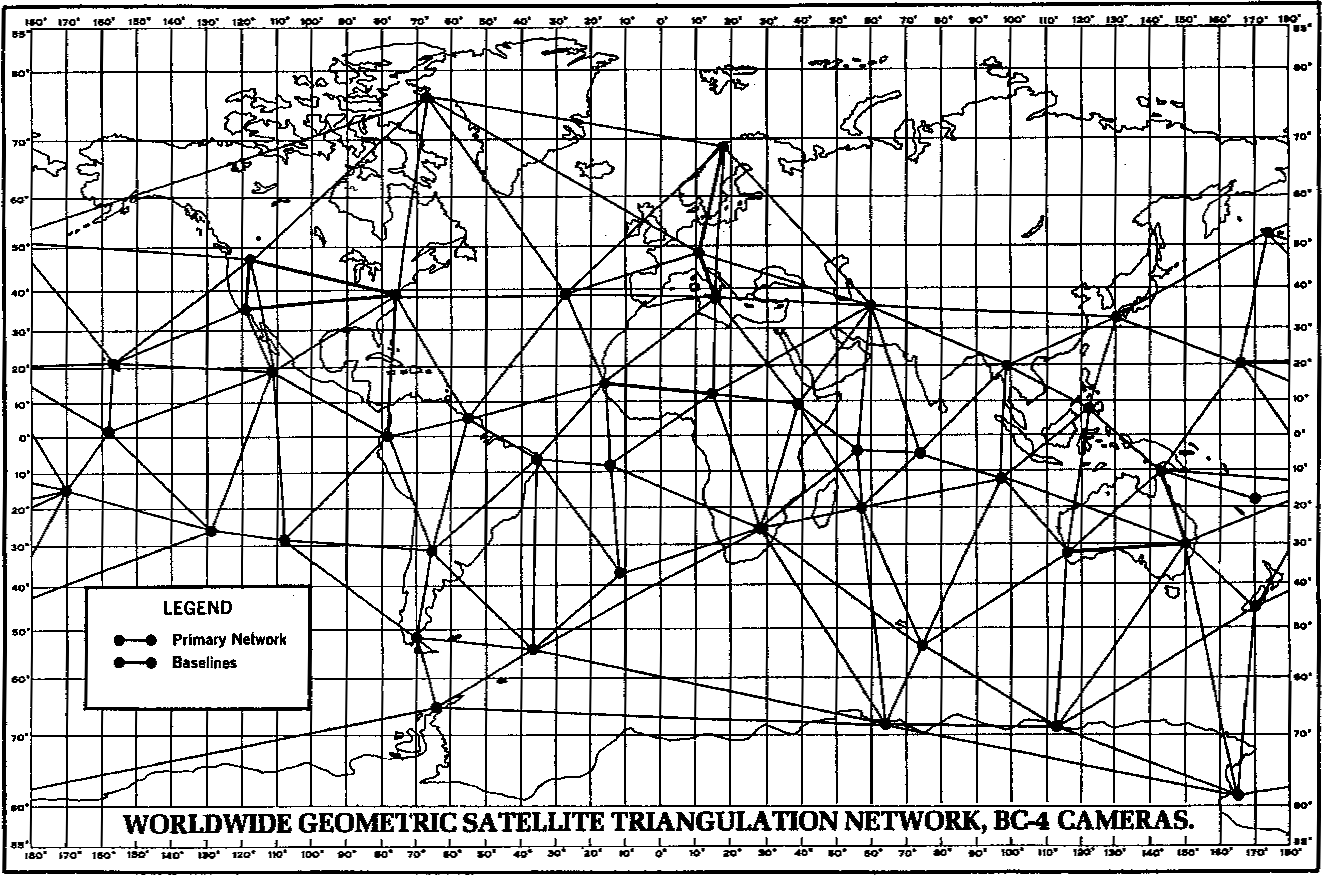
شبكة تثليث هندسية بكاميرا BC-4 في جميع أنحاء العالم

## الجيوديسيا الساتلية
بدأ الاستخدام الجيوديسي للأقمار الصناعية في نفس الوقت تقريبًا باستخدام الأقمار الصناعية الساطعة مثل ايتشو1 وايتشو2 وباجيوس، تم تحديد الشبكات العالمية والتي وفرت لاحقًا الدعم لنظرية الصفائح التكتونية.
من التحسينات المهمة الأخرى إدخال الأقمار الصناعية الراديوية والإلكترونية مثل ايجوس أي، ونظام العبور (تأثير دوبلر) 1967-1990 الذي كان سابقًا لنظام نظام التموضع العالمي وتقنيات الليزر مث
ل ليجوس (الولايات المتحدة الأمريكية) أوستارليت (ف)، على الرغم من استخدام المركبات الفضائية، والشبكات الصغيرة المساحية والفنية التي تقيس المشاريع الأرضية، ولكن في كثير من الحالات المدرجة في الشبكات الوطنية والعالمية من خلال الجيوديسيا الأقمار الصناعية.

## أنظمة الملاحة العالمية بالأقمار الصناعية (GNSS)
في الوقت الحاضر، هناك عدة مئات من الأقمار الصناعية الجيوديسية في المدار، مدعومة بعدد كبير من أقمار الاستشعار عن بعد وأنظمة الملاحة مثل GPS وجلوناس، والتي ستتبعها أقمار جاليلو الأوروبية في عام 2020، في حين أن هذه التطورات جعلت مسح الشبكات الجيوديسية الساتلية أكثر مرونة وفعالية من حيث التكلفة من نظيرتها ال
أرضية، لا يزال الوجود المستمر لشبكات النقاط الثابتة ضروريًا للأغراض الإدارية والقانونية على المستويين المحلي والإقليمي، لا يمكن تعريف الشبكات الجيوديسية العالمية على أنها ثابتة، حيث تعمل الديناميكا الجيوديسية على تغيير مواقع جميع القارات باستمرار بمقدار 2 إلى 20 سم في السنة. لذلك، لا تُظهر الشبكات العالمية الحديثة مثل ETRS89 أو ITRF إحداثيات «نقاطها الثابتة» فحسب، بل تُظهر أيضًا سرعاتها السنوية.